# Операция „Ос“
Операция „Ос“ (на немски: Fall Achse) от 8 до 19 септември 1943 година е военна операция в Южна Европа, част от Италианската кампания на Втората световна война.
В нея Германия, подпомагана от Независимата хърватска държава и Румъния, разоръжава основната част от войските на Италия – над 1 милион души – след нейната капитулация. Операцията обхваща италианските сили в самата Италия, както и окупационните части на Балканите и във Франция. Силно дезорганизирани, повечето италиански части се предават без съпротива, но на места се стига до тежки сблъсъци. Много италиански войници дезертират, като част от тях се присъединяват към Италианската съпротива или местни съпротивителни движения. Частите в Корсика, Сардиния, Калабрия и южна Пулия успяват да удържат позициите си, докато получат помощ от Съюзниците.